# Georgina Verbaan

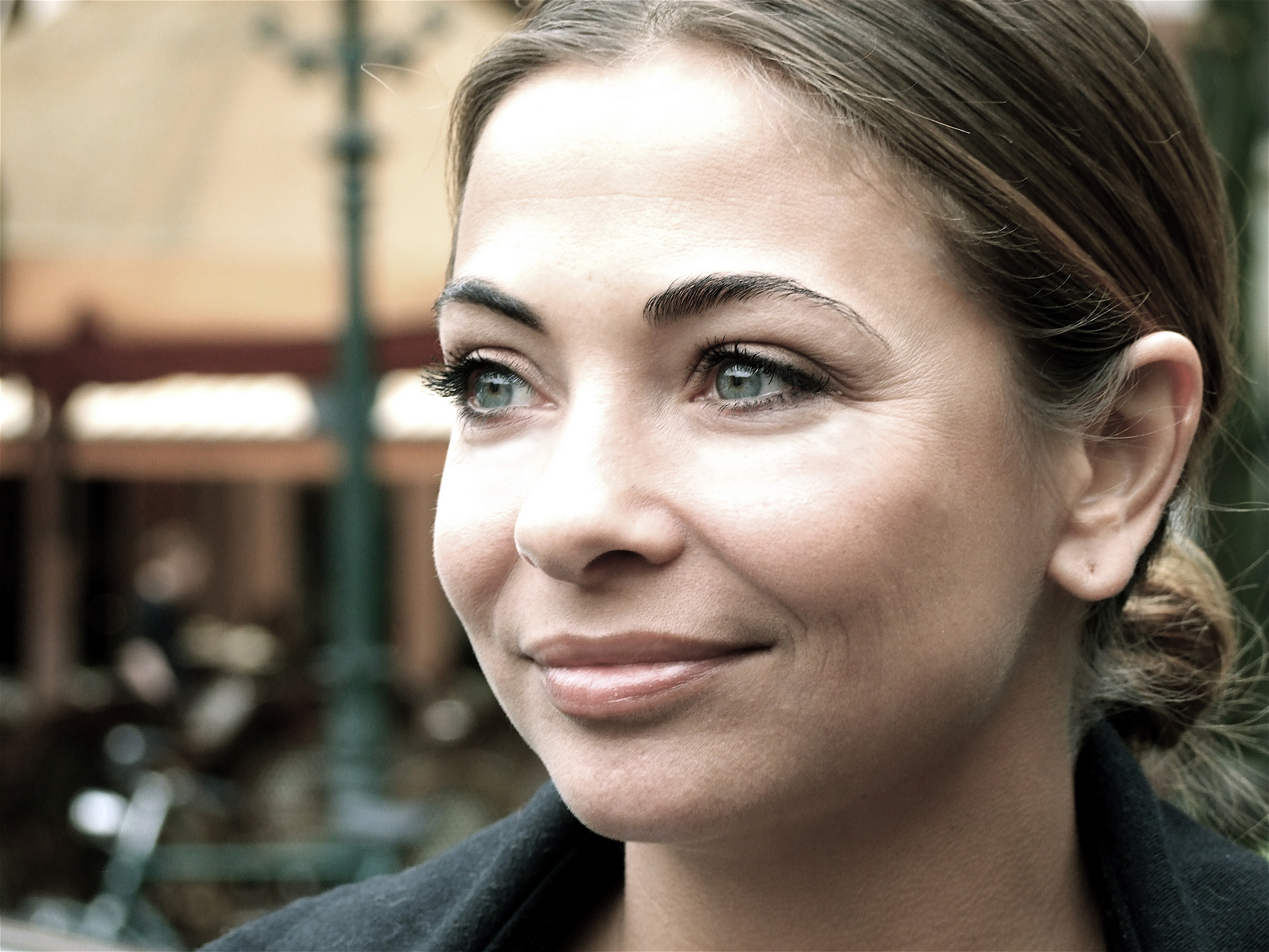
Verbaan in actie voor Bont voor Dieren

Georgina Carolina Verbaan (Den Haag, 9 oktober 1979) is een Nederlands actrice, zangeres, presentatrice en columniste.

## Levensloop
Verbaan werd geboren in Den Haag en heeft een Indische vader en een Hollandse moeder. In 1990, op elfjarige leeftijd, werd ze lid van de musicalgroep Harlekijn in Zoetermeer. Tot haar twaalfde maakte ze met deze groep diverse kindermusicals. Vanaf 1991 kreeg Verbaan les op Jeugdtheaterschool Rabarber in Den Haag. Verbaan  rondde de mavo af op het Erasmus College te Zoetermeer.
Verbaan debuteerde in 1997 als Hedwig Harmsen (1997–2000) in de landelijk uitgezonden soap Goede tijden, slechte tijden. In 1996 deed ze eerder auditie voor de rol van Kim Verduyn, maar die ging uiteindelijk naar Angela Schijf. In 1998 deed ze mee in Hertenkamp van de VPRO. In 2000 verliet ze de show om zich te gaan richten op haar zangcarrière. Verbaan bracht "If You Want Me" uit, maar dit werd niet het gehoopte succes. Verbaan kwam kort daarna in 2000 nog voor enkele afleveringen terug in Goede tijden, slechte tijden, om haar zieke oom op te zoeken. Daarna kreeg Verbaan een rol in de film Costa!, namelijk de rol van personage Janet, die later Verbaans alter ego zou worden. Janet ontstond als hoofdrol voor Costa! en zij bleek een favoriet personage te zijn bij het publiek. Gedurende de opnames van de film was er steeds een nummer Ritmo! te horen dat de cast en crew van de film steeds meezong. Bij terugkomst in Nederland besloot Verbaan een eigen versie van het nummer Ritmo uit te brengen. Ze bracht het nummer uit als Georgina feat. Janet. Georgina was in de clip te zien zowel als zichzelf als Janet. Ook in het nummer C.O.S.T.A. van Costa Crew zingt ze mee. Janet verschijnt daarna nog in het eerste seizoen van de televisieserie Costa!. Daarna speelt Verbaan in de televisiefilm Pista! ook nog de rol van Klaartje, een op Janet gebaseerde engel. Ook keert Verbaan nog eenmaal terug in het laatste seizoen van Costa!.
In 2004 was Verbaan gastjurylid van het Nationaal Songfestival. Vanaf toen werd zij ook gevraagd voor diverse presentatieklussen. Zij werd het gezicht van het verborgen-cameraprogramma Gotcha (2005), was medepresentatrice van De Milieuridders (2005) en deed mee als kandidate in het eerste seizoen van Ranking the Stars (2006–2007). Daarna werd het weer wat rustiger omtrent Verbaans presentatieklussen. Ze deed nog Noorderlicht Nieuws (2008), De Tafel van 5 (2009) en ze deed eenmalig Ik wed dat ik het kan! (2009). Ook was ze een vaste tafeldame bij De Wereld Draait Door.
Vanwege een belastingschuld besloot Verbaan in december 2004 in de Nederlandse Playboy te poseren met een twaalf pagina's tellende blootreportage. Dat leidde tot enige ophef, want Verbaans borsten zouden opeens een stuk groter zijn dan voorheen. Verbaan liet daarom zelf röntgenfoto's maken en liet deze publiceren om daarmee te bewijzen dat het haar eigen borsten waren. Bij een tweede blootreportage, ditmaal in het tijdschrift LINDA.man in 2016, maakte ze kenbaar ook ontevreden te zijn geweest over de Playboy-reportage. In 2005 kreeg ze voor de rol in de film Joyride de Gouden Ui in de categorie 'slechtste actrice'.
Verbaan is een uitgesproken vegetariër. Ze laat als bekende actrice door middel van verschillende acties zien wat het effect van vleesconsumptie voor de dieren is. In 2006 stond Georgina Verbaan voor de Tweede Kamerverkiezingen op 22 november op de 26e plaats op de kandidatenlijst voor de Partij voor de Dieren als prominente lijstduwer. Ze kreeg 1.337 stemmen. Ook in 2017 stond zij als zodanig weer op de kandidatenlijst.
In januari 2008 kreeg zij de Beeld en Geluid Award als 'beste actrice 2007' in de categorie 'fictie' voor haar rol in 't Schaep met de 5 pooten. Ook deed ze dat jaar mee aan Wie is de Mol?, waarbij ze zevende werd. In 2009 ontving ze zeer goede recensies voor haar rol in Oogverblindend (internationale titel: Dazzle), geregisseerd door avant-gardefilmmaker Cyrus Frisch. De film werd geprezen in de Nederlandse pers als 'de meest relevante Nederlandse film van het jaar'. In 2012 en 2013 deed ze mee aan het programma In goed gezelschap, waarbij ze met een aantal andere acteurs en weekgasten improvisatieopdrachten moet uitvoeren. Sinds 2013 heeft Verbaan een column in de zaterdageditie van nrc.next. Verbaan won in 2013 op het Nederlands Film Festival een Gouden Kalf voor haar bijrol in de tragikomedie De Marathon. In 2015 won zij een Gouden Kalf voor beste actrice voor de film De Surprise. In 2017 werd de Gouden Notekraker aan haar toegekend.

## Persoonlijk
Verbaan had van 2003 tot maart 2008 een relatie met Jort Kelder. Verbaan kreeg in 2010 een dochter met trompettist Rob van de Wouw. In 2020 had Verbaan een relatie met Maartje Wortel.

## Filmografie
| Film                           | Film                                     | Film                            | Film                                            |
| Jaar                           | Productie                                | Rol                             | Opmerkingen                                     |
| ------------------------------ | ---------------------------------------- | ------------------------------- | ----------------------------------------------- |
| 1998                           | Goede tijden, slechte tijden: De reünie  | Hedwig Harmsen                  | Televisiefilm                                   |
| 1999                           | Enigma                                   | Dash                            | Televisiefilm                                   |
| 2001                           | Costa!                                   | Janet                           |                                                 |
| 2001                           | Soul Assassin                            | Annemarie Stroo                 |                                                 |
| 2002                           | Volle maan                               | Treesje Waanwolf                |                                                 |
| 2003                           | Adrenaline                               | Freya                           |                                                 |
| 2003                           | Pista!                                   | Klaartje                        |                                                 |
| 2004                           | Erik of het klein insectenboek           | Mevrouw Mug                     |                                                 |
| 2004                           | Amazones                                 | Reneetje                        |                                                 |
| 2004                           | 06/05                                    | Birgit Maas                     |                                                 |
| 2005                           | Joyride                                  | Chantal                         | Gouden Ui                                       |
| 2005                           | Lulu                                     | Zita                            | Dvd-film                                        |
| 2007                           | Blind Date                               | Lieve vrouw                     |                                                 |
| 2008                           | Alibi                                    | Andrea                          |                                                 |
| 2009                           | Oogverblindend                           | Kyra                            |                                                 |
| 2009                           | Kikkerdril                               | Heleen                          |                                                 |
| 2010                           | Gangsterboys                             | Carlita Boonstra                |                                                 |
| 2010                           | Flysk                                    | Vrouw                           | Korte film                                      |
| 2011                           | Midzomernacht                            | Meike                           |                                                 |
| 2011                           | Lotus                                    | Elsa                            |                                                 |
| 2012                           | Swchwrm                                  | Koningin                        |                                                 |
| 2012                           | De marathon                              | Anita                           | Gouden Kalf beste bijrol                        |
| 2012                           | Alles is familie                         | Leonie                          |                                                 |
| 2013                           | Frits & Franky                           | Birgit                          |                                                 |
| 2013                           | Nooit te oud                             | Marleen Blok                    | Televisiefilm                                   |
| 2013                           | Mannenharten                             | Susanne                         |                                                 |
| 2014                           | Hartenstraat                             | Mara                            |                                                 |
| 2015                           | De surprise                              | Anne                            | Gouden Kalf beste actrice                       |
| 2015                           | Jack bestelt een broertje                | Lea                             |                                                 |
| 2016                           | Brasserie Valentijn                      | Valentijn                       |                                                 |
| 2016                           | Hartenstrijd                             | Mara                            |                                                 |
| 2016                           | Meester Kikker                           | Ceciel                          | [ 10 ]                                          |
| 2018                           | De matchmaker                            | Celine                          |                                                 |
| 2019                           | De club van lelijke kinderen             | Mevrouw Bos                     |                                                 |
| 2020                           | Buiten is het feest                      | Moeder Willemke                 |                                                 |
| 2021                           | Verdwenen dagen                          | Simone                          | streamingsdient Videoland                       |
| 2021                           | Anne+                                    | Schrijfcoach                    |                                                 |
| 2023                           | Klem                                     | Kitty van Mook                  |                                                 |
| 2024                           | Dit is geen kerstfilm                    | Louis                           |                                                 |
| Televisieseries                |                                          |                                 |                                                 |
| Jaar                           | Productie                                | Rol                             | Opmerkingen                                     |
| 1996                           | Consult                                  |                                 |                                                 |
| 1997-2000                      | Goede tijden, slechte tijden             | Hedwig Harmsen                  | Vaste rol                                       |
| 1997                           | Kees & Co                                | Sandra                          | Afl. Moeders en dochters                        |
| 1997                           | Pittige tijden                           | Hedwig Harmsen                  | Afl. 2.09                                       |
| 1999                           | Hertenkamp                               | Anne Claire                     | 5 afleveringen                                  |
| 2001                           | Dok 12                                   | Rayna Pascal                    | Vaste rol                                       |
| 2001                           | Toen was geluk heel gewoon               | Vriendin van Adri               | Afl. De jukebox                                 |
| 2001                           | Costa!                                   | Janet                           | Vaste rol                                       |
| 2001                           | Sinterklaasjournaal                      | Nietespiet                      | Vaste rol                                       |
| 2002                           | Trauma 24/7                              | Moeder                          | Gastrol                                         |
| 2005                           | Medea                                    | Vanessa                         | Miniserie                                       |
| 2005                           | Costa!                                   | Janet                           | Afl. Zon, zee, seks en een prins (delen 3 en 4) |
| 2006                           | Rauw!                                    | Kiki                            | Vaste rol                                       |
| 2006                           | Sinterklaasjournaal                      | Mevrouw                         |                                                 |
| 2006-2007                      | 't Schaep met de 5 pooten                | Lena Braams                     | Vaste rol                                       |
| 2007                           | Lotte                                    | Minnie Groeneveld               | 3 afl.                                          |
| 2009                           | 't Vrije Schaep                          | Lena Braams                     | Vaste rol                                       |
| 2009                           | Floor Faber                              | Floor Faber                     | Vaste rol                                       |
| 2010                           | De TV Kantine                            | Sweety Darling                  | Afl. Aanvalluh!!!                               |
| 2010-2011                      | 't Spaanse Schaep                        | Lena Braams                     | Vaste rol                                       |
| 2011                           | Van God Los                              | Tilly                           | Afl. Spookbeeld                                 |
| 2011-2012                      | Mixed Up                                 | Touba Blauwboer                 | Vaste rol                                       |
| 2012                           | De Meisjes van Thijs                     | Annika                          | Afl. Annika                                     |
| 2013                           | 't Schaep in Mokum                       | Lena Braams                     | Vaste rol                                       |
| 2013                           | Verliefd op Ibiza                        | Stella                          | Vaste rol                                       |
| 2015                           | 't Schaep Ahoy                           | Lena Braams                     | Vaste rol                                       |
| 2016                           | Alleen op de wereld                      | Tiny Driscoll                   |                                                 |
| 2016                           | La Famiglia                              | Simone                          | Vaste rol                                       |
| 2017                           | Suspects                                 | Sofie Teurlings                 | Gastrol                                         |
| 2017                           | Dokter Tinus                             | Zofia Waleska                   | Terugkerende rol                                |
| 2017-heden                     | Papadag                                  | Flora                           |                                                 |
| 2017-2020                      | Klem                                     | Kitty van Mook                  | Vaste rol                                       |
| 2021                           | Nieuw zeer                               | diverse personages              |                                                 |
| 2021                           | Misfit                                   | Agnes                           | Vaste rol                                       |
| 2021                           | De regels van Floor                      | moeder van Eva                  | gastrol                                         |
| 2023                           | Maud & Babs                              | Juliette Martens                | Vaste rol                                       |
| 2024                           | Hein                                     | Lenie                           | gastrol                                         |
| 2024                           | Onopgelost                               | Mia                             | Vaste rol                                       |
| Nasynchronisatie en hoorspelen |                                          |                                 |                                                 |
| Jaar                           | Productie                                | Rol                             | Opmerkingen                                     |
| 2006-2007                      | Bratz                                    | Jade                            | Film en serie (stem)                            |
| 2006                           | Bratz: De geest in de fles               | Jade                            | Film (stem)                                     |
| 2006                           | Bratz: Passion 4 Fashion Diamondz        | Jade                            | Film (stem)                                     |
| 2008                           | Niko en de Vliegende Brigade             | Essie                           | Stem                                            |
| 2008                           | Bolt                                     | Mittens, de straatkat           | Stem                                            |
| 2008                           | Kika en Bob                              | Kika                            | Stem                                            |
| 2012                           | Winx Club 3D - Magisch Avontuur          | Flora                           | Film (stem)                                     |
| 2008-2011                      | De avonturen van Pim en Pom              | Pim en Pom en andere personages | Stem en zang                                    |
| 2009                           | Komt een vrouw bij de dokter             | Roos                            | Hoorspel                                        |
| 2009                           | De prinses en de kikker                  | Charlotte La Bouff              | Stem                                            |
| 2008                           | Sammy's Adventures: The Secret Passage   | Tessa                           | Stem                                            |
| 2010                           | De Moker                                 | Netty                           | Hoorspel                                        |
| 2011                           | Rango                                    | Boontje                         | Stem                                            |
| 2012                           | Madagascar 3: Europe's Most Wanted       | Gia, de jaguar                  | Stem                                            |
| 2012                           | Wreck-It Ralph                           | Vanellope von Schweetz          | Stem                                            |
| 2012                           | De Sneeuwkoningin                        |                                 | Stem                                            |
| 2014                           | De Lego Film                             | Lucy / Wyldstyle                | Stem                                            |
| 2014                           | Pim & Pom: Het Grote Avontuur            | Pim / De Vrouw                  | Stem                                            |
| 2014                           | Trippel Trappel dierensinterklaas        | Kari                            | Stem                                            |
| 2015                           | Binnenstebuiten                          | Afkeer                          | Stem                                            |
| 2016                           | We hebben er een geitje bij!             |                                 | Voorlezen en zang                               |
| 2016                           | Alicia weet wat te doen!                 | Salda                           | Stem                                            |
| 2016                           | The Secret Life of Pets                  | Katie                           | Stem                                            |
| 2017                           | Rikkie de Ooievaar                       | Olga                            | Stem                                            |
| 2018                           | Ralph Breaks the Internet                | Vanellope von Schweetz          | Stem en zang                                    |
| 2018 - heden                   | De Boterhamshow                          | Side-Kik "Kick"                 | Stem                                            |
| 2019                           | The Lego Movie 2: The Second Part        | Lucy / Wyldstyle                | Stem                                            |
| 2019                           | The Secret Life of Pets 2                | Katie                           | Stem                                            |
| 2020                           | Gothrecht                                | Brinta                          | Stem en zang                                    |
| 2021-2022                      | De avonturen van Pim & Pom in het museum | Pim en Pom en andere personages | Stem en zang                                    |
| 2022                           | DC League of Super-Pets                  | Lulu                            | Stem                                            |
| 2024                           | Binnenstebuiten 2                        | Afkeer                          | Stem                                            |
| 2024                           | Pandabeer in Afrika                      | Jielong                         | Stem                                            |
| 2024                           | Droom Producties                         | Afkeer                          | Stem                                            |
| Televisieprogramma's           |                                          |                                 |                                                 |
| Jaar                           | Productie                                | Rol                             | Opmerkingen                                     |
| 2004                           | Nationaal Songfestival                   | Jurylid                         |                                                 |
| 2005                           | Gotcha                                   | Presentatie                     |                                                 |
| 2005                           | De Milieuridders                         | Presentatie                     |                                                 |
| 2006-2011, 2013                | De Wereld Draait Door                    | Tafeldame                       |                                                 |
| 2006-2007, 2013, 2017-2018     | Ranking the Stars                        | Panellid                        |                                                 |
| 2007                           | Knevel & Van den Brink                   | Co-presentatie                  |                                                 |
| 2007                           | Katja vs De Rest                         | Deelnemer                       | Eenmalig                                        |
| 2008                           | Noorderlicht Nieuws                      | Presentatie                     |                                                 |
| 2008                           | Wie is de Mol?                           | Kandidaat                       | 3e afvaller                                     |
| 2009                           | De Tafel van 5                           | Tafeldame                       |                                                 |
| 2009                           | Ik wed dat ik het kan!                   | Presentatie                     | Eenmalig                                        |
| 2014                           | Van der Vorst ziet sterren               | Haarzelf                        | Eenmalig                                        |
| 2014                           | Typisch Carlo & Irene                    | Haarzelf                        | Eenmalig                                        |
| 2014                           | De week van Filemon                      | Haarzelf                        | Eenmalig                                        |
| 2015                           | Carlo's TV Café                          | Presentatie                     | Eenmalig                                        |
| 2016                           | Zullen we een spelletje doen?            | Deelnemer                       | Eenmalig                                        |
| 2018                           | Vier handen op één buik                  | Bekende moeder/zichzelf         | Eenmalig                                        |
| 2018-2019                      | Praat Nederlands met me                  | Teamcaptain                     |                                                 |
| 2018                           | Holland-België                           | Deelneemster                    | Eenmalig                                        |
| 2018                           | Waar is De Mol?                          | Reisgast                        | Eenmalig                                        |
| 2018                           | Verborgen Verleden                       | Haarzelf                        | Eenmalig                                        |
| 2020                           | Mondo                                    | Haarzelf                        | Eenmalig                                        |
| 2021                           | Het perfecte plaatje                     | Kandidaat                       | 3e plek                                         |
| 2021                           | Ben ik hier alleen?                      | Presentatie                     | Documentaireserie                               |
| 2023                           | Date Smakelijk                           | Presentatie                     | Samen met Patrick Martens                       |
| 2023                           | Moordfeest                               | Kandidaat                       | Eenmalig                                        |
| 2023                           | Rad van het Jaar                         | Gast                            | Eenmalig                                        |
| 2024                           | Beste Kijkers                            | Panellid                        |                                                 |
| 2024                           | De Verraders Halloween                   | Kandidaat                       | Getrouwe                                        |
| Toneel                         |                                          |                                 |                                                 |
| Jaar                           | Productie                                | Rol                             | Opmerkingen                                     |
| 2000                           | De Geest van Laat maar Waaien            |                                 | Musical                                         |
| 2005                           | Oogverblindend                           | Chantal                         | Tekst en regie: Cyrus Frisch                    |
| 2005                           | De Barones                               |                                 |                                                 |
| 2007                           | De Batavia                               |                                 | Tekst: Marcel Otten, regie: Ignace Cornelissen  |
| 2010                           | Late Avond Idealen                       |                                 | Regie: Sanne Vogel                              |
| 2010                           | Ik hield van Hitler                      | Friedelind Wagner               |                                                 |
| 2011                           | De ingebeelde zieke                      | Beline                          | Tekst: Molière, regie: Jos Thie                 |
| 2016                           | Venus                                    | Vanda                           | Tekst: David Ives, regie: Johan Doesburg        |
| 2024                           | The Second Woman                         | Virginia                        | Nat Randall en Anna Breckon                     |

## Discografie

### Albums
| Album met eventuele hitnotering(en) in de Nederlandse Album Top 100 | Datum van verschijnen | Datum van binnenkomst | Hoogste positie | Aantal weken | Opmerkingen |
| ------------------------------------------------------------------- | --------------------- | --------------------- | --------------- | ------------ | ----------- |
| Sugar Spider                                                        | 18-11-2002            | 14-12-2002            | 70              | 4            |             |

### Singles
| Single met eventuele hitnotering(en) in de Nederlandse Top 40 | Datum van verschijnen | Datum van binnenkomst | Hoogste positie | Aantal weken | Opmerkingen |
| ------------------------------------------------------------- | --------------------- | --------------------- | --------------- | ------------ | ----------- |
| If You Want Me                                                | 10-07-2000            | 15-07-2000            | 38              | 1            |             |
| Ritmo                                                         | 10-04-2001            | 13-04-2001            | 11              | 15           | feat. Janet |
| C.O.S.T.A.                                                    | 01-10-2001            | 05-10-2001            | 24              | 7            | vs Costa!   |
| Yo Quiero Bailar                                              | 30-11-2001            | 07-12-2001            | 27              | 6            |             |
| This Christmas                                                | 03-12-2001            | 07-12-2001            | 27              | 6            |             |
| Denis                                                         | 18-10-2002            | 25-10-2002            | 30              | 2            |             |